# Ocupación (derecho)
La ocupación es, en el derecho civil, el modo natural y originario de adquirir la propiedad de las cosas que carecen de dueño. Consiste en su aprehensión material unida al ánimo de adquirir el dominio; es decir, pasan a ser de otro por el solo hecho de ocuparla.

## Naturaleza
Este modo de adquirir el dominio requiere, por una parte, de la aprehensión material de las cosas que se adquieren, por lo tanto se sostiene que solo pueden adquirirse por ocupación las cosas corporales, y se discute si dentro de estas los bienes inmuebles pueden ser adquiridos por ocupación. Por otra parte, la ocupación requiere de ánimo de señor y dueño, esto es, que el hecho objetivo de la aprehensión esté acompañado de la intención del agente de hacerse propietario, comportándose como tal.
En la Antigua Roma, la Ocupación fue una de las formas de adquirir el dominio según el Ius Gentium, en oposición a las formas de adquirir el dominio según el derecho Quiritario o Ius Civile.

## Clasificación
La ocupación adopta distintas formas, que pueden clasificarse de la siguiente manera:
- Ocupación de cosas animadas, esto es, la pesca y la caza.
- Ocupación de cosas inanimadas, que recibe distintos nombres como invención o hallazgo.